# Restlessness
Restlessness ist ein einstündiger Spielfilm des Schweizer Regisseurs Thomas Imbach von 1991.

## Handlung
In Restlessness dokumentiert Imbach den Alltag dreier Figuren, die zwischen Zürich, Basel und Bern mit dem Zug unterwegs sind. Die Rastlosigkeit, aber auch die Bewegung zwischen Orten, die Reise als solche, sie stehen in Restlessness im Vordergrund. Die beiden Hauptfiguren, zwei Frauen und ein Mann, die sich Anfang der 1980er Jahre im Mittelpunkt des Daseins wähnten, wirken, als ob sie mittlerweile selbst Getriebene sind, die sich damit abgefunden haben, doch nicht das geglaubte Zentrum der Welt darzustellen.

## Kritik
«Die zweite längere filmische Arbeit von Thomas Imbach erscheint in erster Linie als Ausdruck der optischen Faszination angesichts des Phänomens Eisenbahn. Die Rastlosigkeit des Titels bezieht sich zwar durchaus auf den Alltag der drei Hauptfiguren, aus deren Leben der Film einige Fragmente vorlegt. Doch zum Medium ihrer Rastlosigkeit, zur Trägersubstanz ihrer Schicksale wird die Eisenbahn, die ziel- und sinnlos anonyme Landschaften durcheilt.»
Christoph Egger, Neue Zürcher Zeitung, 6. September 1991
«Die Anonymität der Grossstadt fungiert als Stimmungsraum. In Restlessness suggerieren die sich gleichenden Stadt-, Bahnhof- und Geleiselandschaften und suggeriert die Montage mögliche Beziehungen zwischen den Personen. Denkbar, dass sie sich begegnen im Laufe der Zeit, der Filmzeit. Das Gegenteil: Zwar begegnen wir der Jazzsängerin mehrmals, bei Proben, bei Aufnahmen, oder der jungen welschen Frau, Anne, die zwischen Städten hin und her fährt, oder Max, der aus dem Gefängnis kommt und sich sträubt, gleich wieder mit einem Job an Ort und Stelle zu treten. Sie sind alle ständig unterwegs, restlessness. Kinder der mobilen Gesellschaft. Immer auf dem Weg, aber kein An-kommen mündet in ein Bleiben. Der Zug fährt. Die Landschaft fliegt vorbei. Die Zielbahnhöfe sind aus-tauschbar. Austauschbar, aber authentisch. Imbach hat im Dreieck Bern-Basel-Zürich gedreht. Nicht die Personen und Akteure halten die Geschichte zusammen, sondern die Orte und Schauplätze. Die Figuren gehen durch sie hindurch.»
Basler Zeitung, 26. Januar 1991
«Die verwobene Geschichte der ‹Rast- und Ratlosigkeiten› von Anne, Nina und Max im goldenen Eisenbahn-Dreieck Zürich-Bern-Basel erinnert als Spielfilm von ihrer Machart her an Godard, vermittelt indessen auf durchaus persönliche Art ein Klima zielstrebiger Orientierungslosigkeit in heutiger Zeit: Thomas Imbach reflektiert damit gerade auch in der perfekten Oberfläche Gegenwart.»
Der Bund, 25. Januar 1991

## Auszeichnungen
Restlessness bekam die Qualitätsprämie EDI. Ausserdem wurde er für den Max-Ophüls-Preis 1991 nominiert.